# Ilex myricoides
Ilex myricoides là một loài thực vật có hoa trong họ Aquifoliaceae. Loài này được Kunth mô tả khoa học đầu tiên năm 1824.